# Albert Richter (Pädagoge)
Albert Richter (* 7. Februar 1838 in Lichtensee bei Großenhain; † 29. Juni 1897 in Höckendorf bei Tharandt) war Lehrer und pädagogischer Schriftsteller.

## Leben
Mit 15 Jahren kam Richter 1853 als Schüler an das Seminar in Dresden-Friedrichstadt und beendete dies 1857 erfolgreich. Noch im selben Jahr bekam Richter eine Anstellung in Höckendorf. Er wechselte 1860 nach Leipzig, wo er an mehreren Schulen tätig war, bis er 1874 zum Direktor der ersten höheren Mädchen-Bürgerschule ernannt wurde, der er 23 Jahre lang vorstand. Er erkrankte gegen Ende des Jahres 1895 und starb im Sommer 1897 im Alter von 59 Jahren während eines Erholungsaufenthalts in Höckendorf.
Neben seinem Brotberuf konnte sich Richter auch als Sachbuchautor einen Namen machen. Neben vielen Artikel in Tageszeitungen und Fachpublikationen verfasste Richter auch etliche Bücher, mit denen er die Entwicklung des Leipziger und des sächsischen Schulwesens mitgestaltete. Carl Kehr gewann Richter als Co-Autor für seine Geschichte der Methodik des deutschen Volksschulunterrichtes, wo dieser das Thema „Geschichtsunterricht“ bearbeitete. Ab 1874 übernahm Richter als verantwortlicher Herausgeber die Zeitschrift Der praktische Schulmann, welche 1852 von Friedrich Körner gegründet worden war. Ab 1887 betraute man Richter mit der Leitung des Periodikums Pädagogischer Jahresbericht für Deutschlands Volksschullehrer, das Carl Nacke 1846 begründet hatte.
Als Leipziger Schuldirektor war er auf dem Höhepunkt seiner Karriere ab 1890 Herausgeber der Neudrucke pädagogischer Schriften.

## Schriften
- Die Konzentration des Unterrichts. Leipzig 1865.
- Ziel, Umfang und Form des grammatischen Unterrichts in der Volksschule. 2. Auflage. Leipzig 1886.
- Der Unterricht in der Muttersprache und seine nationale Bedeutung. 1872.
- Schule und Leben; pädagogische Anregungen. 1873.
- Bilder aus der deutschen Kulturgeschichte. 2. Auflage. 1884.
- Martin Luther; sein Leben und seine Werke. 2. Auflage. 1883.
- Deutsches Lesebuch für Oberklassen. 3. Auflage. 1884.
- Die Kulturgeschichte in der Volksschule. Gotha 1887.
- Quellenbuch, für den Unterricht in der deutschen Geschichte. 2. Auflage. Leipzig 1888.
- Die Heldensagen des Mittelalters. 2 Bände. 5. Auflage. 1889.
- Deutsche Redensarten. 1889.